# Àngels Massip Bonet
Maria Àngels Massip Bonet (Tortosa, Baix Ebre, 1957) és una filòloga catalana. És professora titular del Departament de Filologia Catalana i Lingüística General de la Universitat de Barcelona.
Massip és Doctora en Filologia Catalana per la Universitat de Barcelona (1994) amb la tesi "El Lèxic tortosí: història i present", on es va llicenciar en Filologia Hispànica el 1986. En l'àmbit d'investigació s'ha dedicat a la dialectologia catalana, amb la direcció del projecte Diatopia i canvi lingüístic. Scripta i variació dialectal, i la lingüística històrica i de la variació a través de la participació del projecte d'elaboració d'una Gramàtica del Català Antic, coordinat per la Universitat de València i la Universitat d'Alacant. També forma part de l'equip del projecte Atlas Linguistique Roman i IVITRA. És investigadora del Grup d'Estudi de la Variació de la Universitat de Barcelona, digirit per Lluís Payrató.
Des de l'any 1993 exerceix de professora de doctorat ensenyant Ciència, variació i lingüística, on ha desenvolupat propostes de bases teòriques per a la lingüística dins la ciència de la complexitat i tenint presents les aportacions de les ciències cognitives. En el marc d'aquesta disciplina, Massip ha impulsat la creació del grup de recerca transdisciplinar Sociocomplexitat. Complexitat, comunicació i sociolingüística, dirigit per Albert Bastardas, a la Universitat de Barcelona.
Ha publicat llibres i articles que tracten els temes de la variació lingüística, la història de la llengua, la dialectologia i la sociolingüística. També ha fet edicions i estudis de textos antics catalans com el Llibre de Costums de Tortosa, el primer llibre de lleis escrit originàriament en català, i la Comèdia de Santa Bàrbara, única peça teatral de Francesc Vincent Garcia, El Rector de Vallfogona.
Massip formà part del Secretariat Nacional de l'Intersindical-CSC com a Secretària de llengua i treball entre 2018 i 2023.

## Obra destacada
- Canvi lingüístic: Teories i eines computacionals per estudiar-lo. (Editat amb M. P. Perea). Barcelona: Edicions de la Universitat de Barcelona, 2023.
- Scripta rossellonesa. (Amb Joan Veny) Barcelona: Institut d'Estudis Catalans, 2021. ISBN 978-84-9965-619-9.[7]
- Complexity Applications in Language and Communication Sciences. (Editat amb Gemma Bel-Enguix, Albert Bastardas-Boada) Cham: Springer, 2019. ISBN 978-3-030-04596-8.[8]
- Imbricacions entre variació històrica i variació geogràfica en la llengua catalana. Barcelona: Edicions de la Universitat de Barcelona, 2019. ISBN 978-84-9168-346-9.[9]
- "Catalan ancien : anthologies, corpus, textes." In: Manuel des anthologies, corpus et textes romans. (Eds. Maria Iliescu and Eugeen Roegiest). Berlin: De Gruyter, 2015.[10]
- Complèxica: cervell, societat i llengua des de la transdisciplinarietat. Barcelona: Publicacions de la Universitat de Barcelona, 2014. ISBN 9788447538188
- Complexity Perspectives on Language Communication and Society, Berlin Heidelberg: Springer, 2013 ISBN 978-3-642-32816-9.
- Scripta mallorquina (2 vols.). Barcelona: Secció Filològica. Institut d'Estudis Catalans, 2013. ISBN 978-84-9965-182-8.
- Josep Moran: de la història de la llengua a l'onomàstica. Barcelona: Abadia de Montserrat, 2013. ISBN 9788498835748
- Llengua i Identitat. Barcelona: Publicacions de la Universitat de Barcelona/Dursi, 2008. ISBN 978-84-47533299.
- Història de la llengua catalana: síntesi, textos i exercicis. Barcelona: Columna, 1993. ISBN 8486433487
- El Lèxic tortosí: història i present. Barcelona: Publicacions de la Universitat de Barcelona, 1992. ISBN 8447500071
- Aproximació descriptiva al parlar tortosí. Tarragona: Publicacions de la Diputació de Tarragona. Institut d'Estudis Tarraconenses Ramon Berenguer IV, 1989. ISBN 8487123198
- Síntesi d'història de la llengua catalana. Barcelona: La Magrana, 1984. ISBN 8474100844